# Bruno Schröder (Botaniker)
Julius Ludwig Bruno Schröder (* 1867 in Wüstewaltersdorf, Provinz Schlesien; † 1928 in Breslau) war ein deutscher Lehrer, Botaniker und Phykologe. Sein botanisches Autorenkürzel lautet „Schröd.“

## Leben
Bruno Schröder wirkte als Lehrer, Oberlehrer und zuletzt als Konrektor in Breslau und war in der Sadowastraße 88 wohnhaft. Er wurde mit seiner 1901 abgegebenen Dissertation Untersuchungen über Gallertbildungen der Algen an der Universität Heidelberg zum Dr. phil. nat. promoviert.  
Sein wissenschaftlicher Schwerpunkt lag auf dem Gebiet der Algenkunde, wobei er zahlreiche Schriften in diesem Forschungsgebiet veröffentlichte. 1894 konnte Bruno Schröder u. a. die ersten umfassenderen Forschungsergebnisse über hochalpine Algen mitteilen.
Er war Mitglied des Vereins Schlesischer Ornithologen und der Deutschen Botanischen Gesellschaft.
Am 14. Juni 1920 wurde Julius Ludwig Bruno Schröder mit der Matrikel-Nr. 3442 in der Sektion Botanik zum Mitglied der Leopoldina gewählt.

## Schriften
- Ueber Algen, insbesondere Desmidiaceen und Diatomaceen, aus Tirol. In: 72. Jahresbericht der schlesischen Gesellschaft für vaterländische Cultur im Jahre 1894, 2. Abth., Breslau 1894, S. 42–47 (Digitalisat)
- Neue Beiträge zur Kenntnis der Algen des Riesengebirges. In: Forschungsberichte aus der Biologischen Station zu Plön, 6, 1, Stuttgart 1898, S. 9–47 (Digitalisat)
- Untersuchungen über Gallertbildungen der Algen. In: Verhandlungen des Naturhistorisch-medizinischen Vereins zu Heidelberg, 7, 2, Heidelberg 1902, S. 139–196 (Digitalisat)